# Complemento del verbo
Un complemento del verbo (CV) es la palabra o grupo de palabras que acompaña al verbo en la oración. Dicho complemento puede incluso ser otra oración (una proposición) en una oración compuesta.
Los complementos del verbo complementan a un verbo, hay también los complementos preposicionales o los complementos del nombre.

## Lista de complementos del verbo.
Estos son los posibles complementos de un verbo:
1. Complemento directo, con verbos transitivos.
2. Complemento indirecto, con verbos transitivos o intransitivos.
3. Atributo, sólo aparece cuando hay un verbo copulativo (ser, estar y parecer), y puede ser o bien un adjetivo, o bien un grupo nominal que funcione como adjetivo.
4. Complemento de régimen, que introduce un argumento obligatoriamente requerido por el verbo.
5. Complemento circunstancial del verbo. Puede ser de lugar, tiempo, modo, cantidad, finalidad e instrumento.
6. Complemento agente, en las oraciones pasivas.
7. Complemento predicativo, en donde aparece un adjetivo como grupo independiente y el verbo es predicativo (nunca copulativo).
8. Complemento preposicional.

Desde el punto de vista sintáctico existen importantes diferencias entre estos "complementos", así los cuatro primeros serían auténticos complementos sintácticos y, por tanto, elementos obligatorios; mientras que los cuatro últimos son adjuntos sintácticos.

## Análisis generativista
Dentro del análisis que hace la gramática generativa de los conceptos de la gramática tradicional los complementos verbales se clasifican en:
- Complementos, propiamente dicho, que son regidos o requeridos por el verbo: Creer en algo.
- Adjuntos elementos presentes pero que no son requeridos obligatoriamente por el verbo. Ayer no fue a comprar el pan por la mañana.

De acuerdo con este análisis el complemento directo, el indirecto, el atributo, el complemento de régimen serían complementos obligatorios. Mientras que el complemento circunstancial y el complemento agente serían adjuntos (ya que eliminándolos el resultado sigue siendo una oración gramaticalmente correcta en la que sólo se ha perdido algo de información semántica).
- Datos: Q175026